# حكة السباحين
حكة السباحين (بالإنجليزية: Swimmer's itch)‏ هي استجابة مناعية تظهر على جلد الاٍنسان نتيجة لاٍصابته بمثقوبات طفيلية بعد السباحة في مياه بركة أو مياه ضحلة.

## عوامل الخطر
إن مدة السباحة ترتبط ارتباطاً ايجابياً بزيادة خطر الإصابة في أوروبا وأميركا الشمالية. قد يصاب الأطفال أكثر من البالغين ولكن هذا يعكس على الأرجح ميلهم للسباحة لفترات أطول.

## العلاج المنزلي والوقاية من حكة السّباحين
أ- العلاج قي المنزل، لابد وأن يقوم الشخص بإتباع خطوات العناية التالية: - تغطية المناطق المصابة بالقماش المبلل النظيف.- غمس الجسم أو المناطق المصابة قي ماء به ملح أو صودا الخبز أو نخالة الشوفان.
- أو عمل معجون من صودا الخبز المضاف إليه قدر بسيط من الماء ثم يوضع المعجون على المناطق المصابة. - أما إذا كان الهرش حاداً لابد من الذهاب إلى الطبيب لوصف العلاج الدوائي.
ب- الوقاية، من أجل تجنب مخاطر الإصابة بحكة السّباحين، يتم إتباع التالى:
- اختيار أماكن السباحة بعناية بالغة: مع تجنب العوم قي الأماكن المعروف عنها انتشار هذا الاضطراب الجلدي بها، أو وجود علامات تحذيرية للتلوث المحتمل بهذه الطفيليات قي أماكن السباحة التي يتم اللجوء إليها، مع تجنب السباحة قي أماكن انتشار القواقع.
- تجنب الشواطئ بقدر الإمكان: التوجه إلى المناطق العميقة قي الماء والابتعاد عن الأماكن الضحلة حيث احتمالات الإصابة بحكة السّباحين فيها أكثر.
- الاستحمام بعد السباحة: إذا تم تنظيف الجسم مباشرة بالماء النقي بعد ترك ماء السباحة ثم تجفيفه بمنشفة جافة وليست مبللة، ثم غسيل سترة السباحة (المايوه) باستمرار كل هذا يقلل من احتمالات الإصابة.
- عدم تقديم الطعام للطيور بالقرب من أماكن السباحة.
- الاعتناء بنظافة حمام السباحة، من صيانته وإضافة الكلور له.
- لا توجد دلائل أنه باستخدام كريمات الشمس أو اللوسيونات تجنب الشخص الإصابة بحكة السّباحين.